# Saint-Julien-lès-Metz
Saint-Julien-lès-Metz är en kommun i departementet Moselle i regionen Grand Est (tidigare regionen Lorraine) i nordöstra Frankrike. Kommunen ligger i kantonen Montigny-lès-Metz som tillhör arrondissementet Metz-Campagne. År 2022 hade Saint-Julien-lès-Metz 3 562 invånare.

## Befolkningsutveckling
Antalet invånare i kommunen Saint-Julien-lès-Metz
| Referens: INSEE |